# Jean-Henri Dupotet

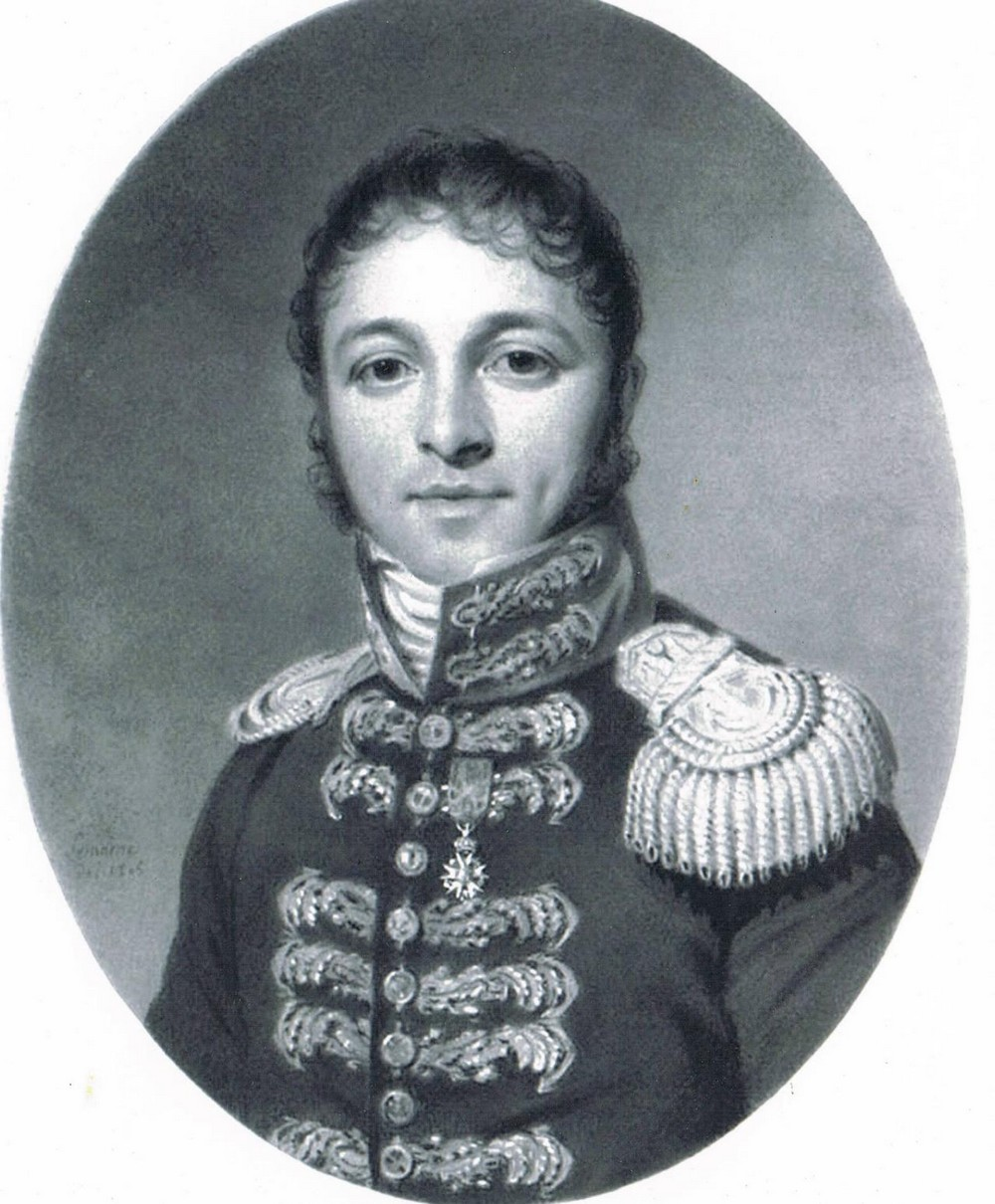
Jean Henri Joseph Dupotet

Jean Henri Joseph Dupotet (* 17. Dezember 1777 in Chaugey, Frankreich; † 9. Januar 1852 in Paris) war ein französischer Vizeadmiral, Gouverneur und Teilnehmer der Schlacht von Trafalgar.

## Biographie
Dupotet wollte zunächst in der Territorialarmee dienen und wurde an der Militärschule aufgenommen. Weil dies jedoch während der Revolution nicht möglich war, schiffte sich Dupotet als einfacher Novize an Bord der Fregatte Junon ein und diente dann als Steuermann auf der Alceste. Er bewährte sich in einem Gefecht gegen britische Schiffe am 8. März 1795 an der Nordküste Korsikas, bei dem die britische Fregatte Berwick durch die Alceste geentert wurde und ebenso in der Schlacht bei den Hyerischen Inseln am 13. Juli 1795. Im Anschluss wurde er zum Anwärter zweiter Klasse (Aspirant de seconde classe) ernannt.
Im folgenden Jahr wurde er bei der Kaperung der Korvette Unité, die in Bône vor Anker lag, von den Briten gefangen genommen. Kurz nach seiner Freilassung begab er sich als Aspirant de marine (Anwärter erster Klasse) auf die Jean-Jacques-Rousseau, die zum Geschwader von Konteradmiral Pierre de Villeneuve gehörte und nahm 1799 als Fähnrich im Stab von Admiral Bruix an den Kämpfen im Mittelmeer teil. Anschließend diente er unter Konteradmiral Delmotte und ging dann an Bord der Scipion, um sich 1802 der Flotte von Vizeadmiral Villaret-Joyeuse in Saint-Domingue anzuschließen. Am Cap Français fanden sie allerdings nur noch die von Aufständischen geplünderte und in Brand gesteckte Kolonie vor und beschränkten sich darauf, die Kolonisten einzusammeln, die dem Massaker entkommen waren.
Am zweiten Feldzug in Saint-Domingue nahm Dupotet auf der Argonaute teil. Hierbei erkrankte er schwer an Gelbfieber und verdankte sein Leben letztlich der Fürsorge eines ehemaligen Kochs von Toussaint Louverture, den er in seine Dienste genommen hatte. 1803 zum Leutnant ernannt, nahm er auf der Redoubtable an der Schlacht von Trafalgar am 21. Oktober 1805 teil und zeichnete sich durch bemerkenswerte Tapferkeit aus. Nachdem Nelson tödlich verwundet worden war, wollte Dupotet die sich damals unter den Briten ausbreitende Bestürzung ausnutzen, um die Victory zu entern. Allerdings kamen zwei andere britische Schiffe der Victory zu Hilfe und beschossen die Redoutable so stark, dass sie nachts sank. Von den 643 Männern der Besatzung konnten nur 169 gerettet werden, darunter auch Dupotet, der von einer Kugel ins Knie getroffen worden war. In der Folge wurde er als Adjutant dem Herzog Decrès, zu dieser Zeit Marineminister, zugeteilt, zum Fregattenkapitän befördert und zum Ritter der Ehrenlegion ernannt. Anschließend wurde er nach Vlissingen geschickt, wo er die Funktionen des Hafenkommandanten und die des Oberbefehlshabers mit sieben Schiffen unter seinem Kommando ausübte. Am 16. Januar 1808 rettete er dank seiner Energie und der tatkräftigen Hilfe seiner Seeleute die Stadt Vlissingen vor einer Überschwemmung.
1809 kehrte er nach Frankreich zurück und wurde als Kommandant der von ihm selbst ausgerüsteten Niemen an der Mündung der Gironde gegen die britische Blockade eingesetzt. Am 6. April 1809 traf er dort auf die britische Fregatte Amethyst mit 48 Kanonen. Nach 6-stündigem Kampf senkte die Amethyst ihre Flagge, doch bevor Dupotet das Schiff entern konnte, traf eine weitere britische Fregatte, die Arethusa, mit 48 Kanonen auf dem Kampfplatz ein, und die Amethyst nutzte dies aus, um den Kampf wieder aufzunehmen. Trotz der Überlegenheit des Gegners hielt die Niemen den Widerstand bis zum nächsten Morgen aufrecht, musste aber schließlich aufgeben und wurde geentert. Dupotet blieb fünf Jahre lang in Großbritannien gefangen und wurde zwischenzeitlich 1811 zum Kapitän befördert.
Zur Zeit der Restauration kehrte er nach Frankreich zurück und kommandierte nacheinander die Flore und die Gloire im Mittelmeer. 1818 übernahm er die Jeanne d’Arc, das Flaggschiff der Karibischen Marinestation, und wurde Stabschef des Konteradmirals Duperré, dem Oberbefehlshaber der französischen Antillen. Zwischenzeitlich war er zum Offizier der Ehrenlegion und zum Ritter des Ordre royal et militaire de Saint-Louis ernannt worden. In der Folge übernahm Dupotet Duperrés Dienstposten zunächst als provisorischer Kommandeur, 1828 dann als letzter Kommandeur dieser Station. Gleichzeitig wurde er zum Konteradmiral ernannt. 1830 wurde er in die Seepräfektur Brest versetzt und organisierte dort die Algier-Expedition.

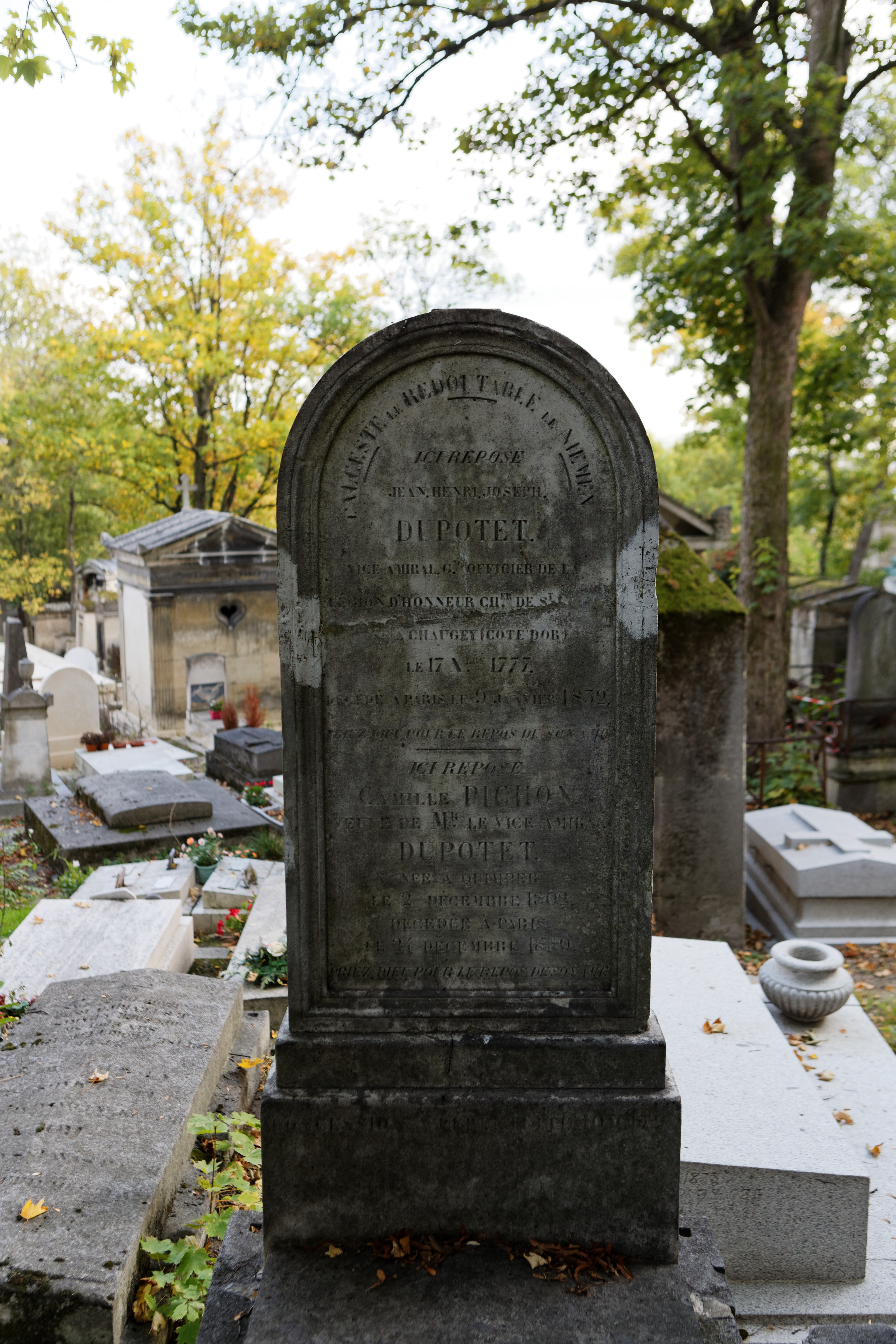
Grabmal von Jean Henri Joseph Dupotet

1830 bis 1834 war er als Gouverneur von Martinique tätig und unterdrückte die durch die Julirevolution von 1830 provozierten Aufstände. Anschließend wurde Dupotet zum Großoffizier der Ehrenlegion ernannt und trat dem Rat der Admiralität bei. Im Jahr 1835 übernahm er das Kommando über die brasilianische Marinestation und wurde 1838 mit der Blockade der argentinischen Küsten beauftragt. Er führte 1840 die Verhandlungen mit Juan Manuel de Rosas und fand Erwähnung in der Korrespondenz von Charles Darwin. 1841 wurde er zum Vizeadmiral befördert. Ab 1844 diente er als Generalinspekteur der Atlantikhäfen. 1845 – nach 52 Dienstjahren – wurde er pensioniert. Er starb 1852 in Paris und ist auf dem Friedhof Père-Lachaise begraben (39. Division, 9. Linie, M, 31).